# يورغ اسموسين
يورغ اسموسين (بالألمانية: Jörg Asmussen)‏ هو مصرفي واقتصادي وسياسي ألماني، ولد في 31 أكتوبر 1966 في فلنسبورغ في ألمانيا. حزبياً، نشط في الحزب الديمقراطي الاجتماعي الألماني. وقد انتخب وزير دولة ‏ وزارة المالية الاتحادية (2008 – 2011).

## روابط خارجية
- يورغ اسموسين على موقع IMDb (الإنجليزية)
- يورغ اسموسين على موقع مونزينجر (الألمانية)